# 統制会社令
統制会社令（とうせいかいしゃれい、昭和18年10月18日勅令第784号）は、1943年（昭和18年）10月18日に公布、即日施行された日本の勅令。

## 概要
国家総動員法（昭和13年4月1日法律第55号）第18条第1項「政府ハ戦時ニ際シ国家総動員上必要アルトキハ勅令ノ定ムル所ニ依リ同種若ハ異種ノ事業ノ事業主ニ対シ当該事業ノ統制又ハ統制ノ為ニスル経営ヲ目的トスル団体又ハ会社ノ設立ヲ命ズルコトヲ得」及び同条第6項「第一項ノ団体又ハ会社ニ関シ必要ナル事項ハ勅令ヲ以テ之ヲ定ム」に基づき、統制会社の設立を命令できるように制定された勅令である。
本令の制定前、中央にあるものでは商工省関係で150、農林省関係で40、厚生省関係で7、その他若干数、また地方にあるものでは府県単位のもので数百、数府県単位のもので若干数の合計約600に達する統制会社が各種の統制法令に基いて設立されていたが、似通った統制会社があちこちに作られ、中には実体が無いに等しいトンネル会社のような物も存在するとされた。また、これらの統制会社が法律上は商法（明治32年3月9日法律第48号）の規定に基づく株式会社に過ぎず、株主総会の発言権が強いので株主に対する利潤配当に汲々する事があり、業務の運営その他についても政府の意思を的確かつ迅速に産業の末端まで浸透させるには不十分とされたため、統制遂行上も不便が少なくなかった。そのため、これら統制会社の基礎法規を明確にして、政府の適切な監督を為し得るようにするために本令が制定された。
本令は「軍需省ノ設置等ニ伴フ工業試験所官制外八十七勅令中改正ノ件」（昭和18年11月1日勅令第855号）及び「統制会社令中改正ノ件」（昭和21年5月3日勅令第259号）により一部が改正されている。
国家総動員法に基づいて制定された勅令のため、1946年（昭和21年）4月1日施行の「国家総動員法及戦時緊急措置法廃止法律」（昭和20年12月20日法律第44号）の附則第2項に基づき、同年10月1日に失効した。

## 条文
本則49条、附則4条の計53条から構成される。なお施行細則的な事項は全て勅令中の条文に包含されており、別途、本令に基づく省令等は制定されていない。
第1条で「国家総動員法（昭和十三年勅令第三百十七号ニ於テ依ル場合モ含ム以下同ジ）第十八条ノ規定ニ基ク事業ノ統制ノ為ニスル経営ヲ目的トスル会社ノ設立ニ関スル命令及其ノ命令ニ依リ設立シタル会社」を「統制会社」と称し、統制会社に関して「必要ナル事項ニ付テハ別ニ定ムルモノヲ除クノ外本令ノ定ムル所ニ依ル」とあり、別途制定されていた配電統制令（昭和16年8月30日勅令第832号）や水産統制令（昭和17年5月20日勅令第520号）等の各種統制令を除き、本令で定めるとされた。
第2条で「統制会社」は「国民経済ノ総力ヲ最モ有効ニ発揮スル為物資ノ生産（加工、取附及修理ヲ含ム以下同ジ）、配給、輸出、輸入若ハ保管又ハ人若ハ物ノ運送ヲ為ス事業ノ統制ノ為ニスル経営ヲ目的トスル株式会社」と規定された。
第3条第1項では「行政官庁統制会社ヲ設立セシメントスルトキハ第二項又ハ第三十二条第一項ノ規定ニ依リ統制会社ノ設立ヲ命ズル場合ヲ除クノ外物資ノ生産、配給、輸出、輸入若ハ保管又ハ人若ハ物ノ運送ヲ為スヲ業トスル者又ハ此等ノ者ノ団体タル法人ニ対シ統制会社ノ設立ヲ命ズベシ」と規定され、新規で統制会社を設立する場合は、第3条第1項及び第4条以下に規定されている手続きに基づいて設立された。
第3条第2項では「行政官庁ハ現ニ前条ニ掲グル事業ノ統制ノ為ニスル経営ヲ目的トスル株式会社ニ対シ統制会社ト為ルベキコトヲ命ズルコトヲ得」と規定され、現に本令で定める「統制会社」と同様の事業を行っている株式会社を統制会社にする場合は、第3条第2項、第4条第2項及び第12条以下に規定されている手続きに基づいて「統制会社ト為ルベキ旨ヲ記載シタル命令書」を交付し「当該記載事項ヲ告示」する事で統制会社が設立された。この際、命令を受けた会社（受命会社）は「統制会社ノ設立ニ因リ之ニ吸収」され、受命会社の「権利義務ハ統制会社ニ於テ之ヲ承継」するとされ（第13条）、法制上は受命会社と統制会社は別法人とされた。
統制会社は他の会社と区別するため「統制会社ハ其ノ商号中ニ統制ナル文字ヲ用フベシ」とされた（第15条第1項）。また「統制会社ニ非ザル会社ハ其ノ商号中ニ統制ナル文字ヲ用フルコトヲ得ズ」（第15条第2項）とされ、統制会社でない会社（有限会社、合資会社を含む会社一般）が商号に「統制」の文字を使用する事が禁止された。但し、附則第53条「第十五条第二項ノ規定ハ統制会社ニ非ザル会社ニシテ本令施行ノ際現ニ其ノ商号中ニ統制ナル文字ヲ用フルモノニ付イテハ本令施行後六月ヲ限リ之ヲ適用セズ」により、本令施行時に商号に「統制」の文字を使用していた会社については、本令施行後6箇月を限り第15条第2項の適用が猶予されている。